# Ternovka (Saràtov)
|  | Per a altres significats, vegeu «Ternovka». |

Ternovka (en rus: Терновка) és un poble de l'óblast de Saràtov, a Rússia, segons el cens del 2010 tenia 529 habitants. Pertany al districte municipal d'Engels.